# Badersfeld
Badersfeld is een plaats in de Duitse gemeente Oberschleißheim, deelstaat Beieren.